# Stazione di Lucera Città
La stazione di Lucera Città era una stazione ferroviaria posta nei pressi del centro storico di Lucera.

## Storia
La città di Lucera venne raggiunta da una linea ferroviaria nel 1887, anno dell'attivazione della linea per Foggia; la stazione cittadina si trovava a circa 700 metri dal centro urbano, al quale era collegata attraverso un viale alberato.
La posizione decentrata dell'impianto ferroviario era stata decisa per consentire un eventuale prolungamento della linea in direzione di Campobasso, ma tale opera non si concretizzò. Pertanto l'amministrazione comunale decise di far costruire a proprie spese un breve tronco di binario che collegasse la stazione ferroviaria al centro urbano, terminando in una piccola fermata denominata Lucera Città.
La breve tratta, attivata il 1º luglio 1935, presentava un tracciato infelice, comprendente la curva più stretta (109 m di raggio) e la pendenza più elevata (61 mm/m) dell'intera rete FS; inoltre il binario orizzontale di Lucera Città, lungo soli 40 metri, poteva ospitare al massimo due automotrici, composizione assolutamente insufficiente nelle ore di punta che non poteva essere aumentata non essendo ammessa la sosta di rotabili su una pendenza di 61 mm/m.
Pertanto la capacità della linea divenne presto insufficiente, e dal 5 ottobre 1967 i treni passeggeri furono sostituiti da un servizio di autobus.
In occasione della ricostruzione della linea Foggia-Lucera (riattivata nel 2009) si decise di non ricostruire la tratta terminale fino a Lucera Città, sia per non riproporre i problemi del passato, sia perché la città di Lucera si era nel frattempo espansa fino alla stazione principale, dotandosi anche di un servizio di autobus urbani.